# Rebecca Jasontek
Rebecca Jasontek, née le 26 février 1975 à Cincinnati, est une nageuse synchronisée américaine.

## Carrière
Rebecca Jasontek participe à l'une des deux épreuves de natation synchronisée aux Jeux olympiques d'été de 2004 à Athènes. Elle est médaillée de bronze en ballet avec Anna Kozlova, Alison Bartosik, Tamara Crow, Sara Lowe, Lauren McFall, Stephanie Nesbitt et Kendra Zanotto.